# Joe Warbrick
Joseph Astbury Warbrick (Rotorua, 1º gennaio 1862 – Waimangu, 30 agosto 1903) è stato un rugbista a 15 neozelandese di origine Maori.

## Biografia
Warbrick iniziò a praticare il rugby giocando nel 1877, all'età di 15 anni, nel Ponsonby ad Auckland e rappresentando così il più giovane giocatore a comparire nel rugby di prima classe neozelandese. Dopo una stagione e terminati gli studi alla St. Stephen's Native School, si trasferì e cominciò a girare diverse città. Nel 1884 venne selezionato per la prima selezione nazionale neozelandese appena costituita e che si accingeva ad affrontare un tour in Australia, arrivando a collezionare in totale 7 presenze e 12 punti realizzati grazie a 3 drop. Fu il capo organizzatore, selezionatore e capitano dei New Zealand Natives 1888-1889.
Warbrick morì il 31 agosto 1903 ucciso insieme ad altre 3 persone da una improvvisa eruzione del geyser Waimangu, presso l'area geotermica di Rotorua dove svolgeva l'attività di guida turistica dopo il suo ritiro dal rugby.
Nel 2008 Joe Warbrick e i New Zealand Natives 1888-1889 sono stati inseriti nella IRB Hall of Fame.